# (12287) Langres
(12287) Langres est un astéroïde de la ceinture principale.

## Description
(12287) Langres est un astéroïde de la ceinture principale. Il fut découvert le 8 avril 1991 à La Silla par Eric Walter Elst. Il présente une orbite caractérisée par un demi-grand axe de 3,19 UA, une excentricité de 0,13 et une inclinaison de 4,4° par rapport à l'écliptique.

## Compléments